# Júlio José dos Santos
Júlio José dos Santos ComIH foi um engenheiro e ferroviário português.

## Biografia
Em 14 de Março de 1936, foi nomeado para fazer parte do conselho disciplinar da Direcção Geral de Caminhos de Ferro, exercendo nessa altura as funções de chefe de repartição e director-geral nessa instituição.
Em 24 de Janeiro de 1958, Júlio José dos Santos foi um dos convidados de uma viagem experimental entre Lisboa-Santa Apolónia e Santarém, para testar um comboio puxado por uma locomotiva eléctrica.
Em 1962, Júlio José dos Santos, que tinha o posto de chefe de divisão de Exploração da Companhia dos Caminhos de Ferro Portugueses, foi um dos delegados daquela empresa ao Congresso Internacional de Caminhos de Ferro em Munique, na Alemanha.
No dia 20 de Novembro de 1963, esteve presente na inauguração, na Estação do Rossio, de uma campanha de instrução para os funcionários daquela companhia. Em 16 de Julho de 1965, fez parte da inauguração da tracção eléctrica no lanço entre Esmoriz e Vila Nova de Gaia.
Em 5 de Janeiro de 1968, participou na cerimónia de posse do engenheiro Fernando Lopes Guerra para Chefe da Região Sul.

## Homenagens
Foi homenageado com o grau de comendador na Ordem do Infante D. Henrique em 12 de Março de 1970.